# ケルト十字

ケルト十字

ケルト十字（ケルトじゅうじ）は、ラテン十字と十字の交差部分を囲む環からなるシンボルである。
ケルト十字の起源はキリスト教以前にまでさかのぼるが、後にケルト系キリスト教の特徴的なシンボルとなった。ケルト美術の主要な一部ともなっている。この意匠はまた、アイルランド十字やアイオナ十字とも呼ばれる。

## 起源

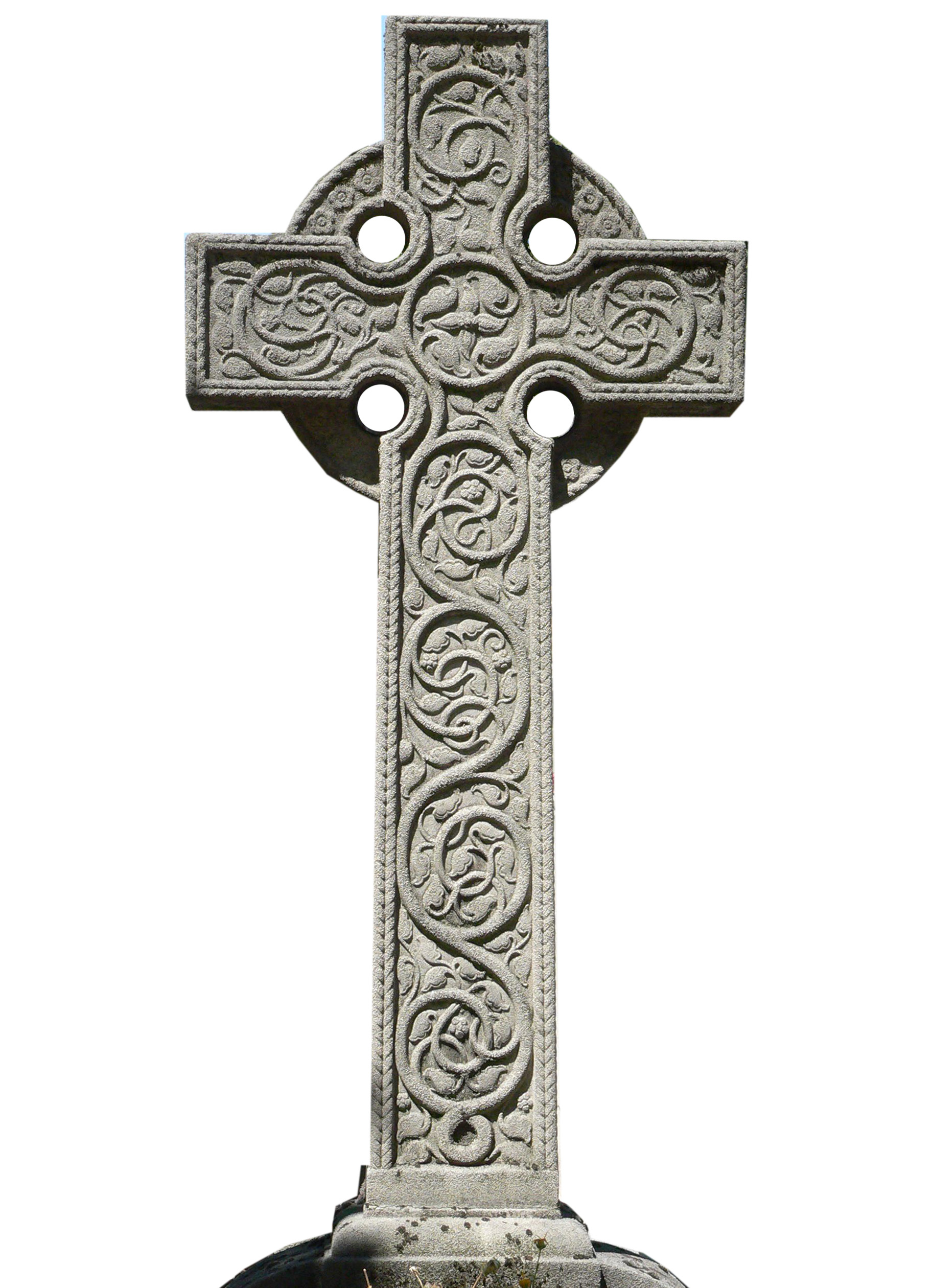
ペール・ラシェーズ墓地のケルト十字

アイルランドと大ブリテンのケルト地域では、支柱を持たない多くの十字架が立てられ、最初期のものは遅くとも7世紀にさかのぼる。これらのケルト十字の中にはルーン文字の碑文が記されたものがある（ルーン石碑）。いくつかはアイルランド以外にも、コーンウォール（ペランポースの聖ピランの十字などが有名）やウェールズ、ヘブリディーズ諸島などに残っている。他にもカンブリア州やスコティッシュ・ボーダーズに十字架があるが、いくつかは似通ったアングロ＝サクソン十字である。
十字と円環を組み合わせた表現は広く見られ、キリスト教以前にも存在した。太陽十字と呼ばれるこれらは、青銅器時代のヨーロッパにみることができる。

### アイルランドの伝説
アイルランドでは、聖パトリックが異教のアイルランド人を改宗させる際にこのケルト十字を創った、という伝説が広く信じられている。彼はキリスト教のシンボルであるラテン十字と太陽のシンボルである円環を組み合わせたとされる。これは太陽の生命の源としての属性を十字と結びつけることで、十字の重要性を異教の信者だったアイルランド人にキリスト教を布教しやすくするためだったとされる。

## シンボル利用

政治的なシンボルとして使われるケルト十字の例

ケルト十字や太陽十字に類似したシンボルは白人優越主義やネオファシズムのグループのいくつかが象徴として使っている。それらの多くは単純な線からなる非常にシンプルな意匠であり、伝統的なケルト十字の装飾的な複雑さはもたない。これらは「太陽の車輪; sun wheel」とも呼ばれる。これらのグループがなぜケルト十字をシンボルとして採用したのかは不明だが、このシンプルな意匠に鉤十字と類似する点があったからではないかと考えられている。
イタリアでは、ケルト十字はこの政治的な使われ方のほうが強くなり、伝統的な意味で使われることは少なくなっている。イタリア国内では、競技場内での利用が禁止されている。
フランスなどヨーロッパ大陸の教会ではラテン十字が多く、内部や装飾品に用いる程度だが、ケルト十字を教会十字にしているところもある。フランスの教会にも都市部から地方に、ケルト十字を教会十字にしているところがいくつかある。パリ最大の聖堂であるノートルダム大聖堂では内部にモニュメントとしてケルト十字が数多く用いている。

ケルト系キリスト教が信じられているアイルランド国内やイギリス国内の北アイルランドやスコットランド、 ウェールズではケルト十字は幅広く用いられている。ケルト系キリスト教の広まった各地のレリーフや教会、墓地の十字架はケルト十字である。アイルランドのモナスターボイスやクロンマクノイズ、グレンダロッホにあるケルト十字レリーフが有名である。アイルランドで植樹による328フィートの巨大なケルト十字が見つかった際に「Mysterious Celtic cross 」と報道され、後に既に亡くなっていたアイルランド男性が植樹して作ったと判明した際に美談として報道された。
アイルランド人墓地はケルト十字であるため、カナダのアイルランド移民墓地の墓の十字に利用されている。